# Severino González
Severino Yunier González (né le 28 septembre 1992 à Santiago, Veraguas, Panama) est un lanceur droitier qui a joué pour les Phillies de Philadelphie de la Ligue majeure de baseball entre 2015 et 2016.

## Carrière
Severino González signe son premier contrat professionnel pour 14 000 dollars US avec les Phillies de Philadelphie en avril 2011. Jouant pour plusieurs clubs-écoles en 2013, González lance 103 manches et deux tiers et maintient sa moyenne de points mérités à 2,00 avec 119 retraits sur des prises, de brillantes performances qui lui valent d'être nommé lanceur de l'année en ligues mineures dans l'organisation des Phillies.
González fait ses débuts dans le baseball majeur avec Philadelphie le 28 avril 2015. Il encaisse la défaite après un court départ qui ne dure qu'une manche, les Cardinals de Saint-Louis marquant 7 points sur 10 coups sûrs à ses dépens.